# Hejtmánkovice
Hejtmánkovice (deutsch Hauptmannsdorf) ist eine Gemeinde in Tschechien, die an die nordwestlichen Fluren der Stadt Broumov anschließt. Das sechs Kilometer lange Bauerndorf im Tal des Liščí potok (Voigtsbach), einem rechten Nebenfluss der Steine, erstreckt sich bis Jetřichov und gehört zum Okres Náchod.

## Geschichte
Hauptmannsdorf gehörte zum Politzer Gebiet, das der böhmische König Ottokar I. Přemysl dem Kloster Břevnov zur Urbarmachung zugewiesen hatte. Es wurde unter dem Braunauer Abt Martin (1253–1278) gegründet, auf Veranlassung von Ottokar II. Přemysl mit deutschen Kolonisten besiedelt und nach deutschem Recht angelegt. Die erstmalige schriftliche Erwähnung erfolgte 1296 während der Herrschaft des Braunauer Abtes Bavor. Die damalige Bezeichnung Haitfolksdorf geht vermutlich auf den ersten Vogt Heitfolk zurück.
Hauptmannsdorf besaß keine Filialkirche und war von Anfang an nach Braunau eingepfarrt. Für 1676 sind 21 Bauern, zehn Häusler und neun Feldgärtner nachgewiesen. In der zweiten Hälfte des 17. Jahrhunderts wurde das bereits in älteren Urkunden erwähnte und bis dahin selbständige Dorf Voigtsdorf mit Hauptmannsdorf vereinigt. Es war von der Lage jedoch nicht mit dem später als Voigtsbach (Pod Strání) bezeichneten Braunauer Ortsteil identisch, der erst Anfang des 18. Jahrhunderts gegründet wurde. Entsprechend einem Eintrag in seinem Tagebuch kam am 30. August 1790 Johann Wolfgang von Goethe durch Hauptmannsdorf, der vorher die Adersbach-Weckelsdorfer Felsenstadt besucht hatte. Am 14. Juli 1847 erregte ein Meteorit aufsehen, der über Hauptmannsdorf niederging und im Prager Nationalmuseum ausgestellt wird. 1850 wurde Hauptmannsdorf eine Gemeinde im Gerichtsbezirk Braunau bzw. im späteren Bezirk Braunau. Das Schuljahr 1863–1864 verbrachte der tschechische Schriftsteller Alois Jirásek in Hauptmannsdorf. Es handelte sich um eine Art Schüleraustausch („na Handl“), bei dem tschechische Schüler zu deutschen und deutsche Schüler in tschechische Familien gegeben wurden, wo sie die jeweils andere Sprache erlernen sollten.
1890 hatte Hauptmannsdorf 1240 Einwohner und verfügte über eine dreiklassige Schule. Von wirtschaftlicher Bedeutung waren neben der Landwirtschaft und dem Handwerk die Heimweberei, eine Mühle, mehrere Ziegelöfen sowie Kalk- und Steinbrüche.
Ab 1925 gehörte der Hauptmannsdorfer Landwirt Josef Kahler (1878–1939) und ab 1929 der Maurer Anton Just als Abgeordnete dem Tschechoslowakischen Senat an. Nach dem Münchner Abkommen wurde Hauptmannsdorf, das überwiegend deutschsprachige Bewohner hatte, 1938 dem Reichsgau Sudetenland des Deutschen Reichs eingegliedert und gehörte bis Mai 1945 zum Landkreis Braunau. In den Jahren 1945 und 1946 erfolgte die Vertreibung, dabei gab es 17 Todesopfer. Nach der Aufhebung des Okres Broumov kam Hejtmánkovice 1961 zum Okres Náchod. Von 1986 bis 1990 gehörte es zur Gemeinde Broumov.

## Ortsteile
Für Hejtmánkovice sind keine Ortsteile ausgewiesen.

## Sehenswürdigkeiten
- Auf dem Gemeindegebiet befinden sich zahlreiche Bildstöcke mit Heiligenstatuen. Die beiden Kapellen von 1760 und 1765 wurden während der kommunistischen Herrschaft in den 1950er Jahren zerstört.

## Persönlichkeiten
- Josef von Schroll (1821–1891), österreichischer Großindustrieller
- Josef Kahler (1878–1939), tschechoslowakischer Politiker der deutschen Minderheit
- Anton Just (1882–1948), österreichisch-tschechoslowakischer Gewerkschafter und Politiker